# Frank de Boer
Atlanta United FC'Franciscus "Frank" de Boer' (født 15. maj 1970 i Hoorn, Holland) er en hollandsk fodboldtræner og tidligere fodboldspiller. Han har senest været træner for Hollands fodboldslandshold. 
Han blev tidligere fyret som cheftræner for den engelske klub Crystal Palace F.C. efter at have tabt de første 4 kampe i Sæsonen 17/18. Frank De Boer nåede 77 dage (12 dage mere end hans tid i Inter, 65 dage) som cheftræner for Crystal Palace.
De Boer er tidligere hollandsk fodboldspiller, der spillede som forsvarsspiller hos en række klubber, men nok bedst huskes for sine ophold hos Ajax Amsterdam i den hollandske Æresdivision samt hos FC Barcelona i den spanske La Liga. Han er tvillingebror til en anden tidligere hollandsk landsholdsspiller, Ronald de Boer.
De Boer har med 112 landskampe spillet næstflest landskampe i hollandsk landsholdshistorie, kun overgået af Edwin van der Sar.

## Klubkarriere
De Boer startede sin seniorkarriere i 1988 hos Ajax Amsterdam i sit hjemland, og spillede her de følgende ti sæsoner frem til 1998. I denne periode var han med til at sikre klubben fem hollandske mesterskaber og to pokaltitler. Kronen på værket var dog sejrene i UEFA Cuppen i 1992 samt Champions League, UEFA Super Cup og Intercontinental Cup i 1995.
I 1998 flyttede de Boer sammen med sin tvillingebror til den spanske La Liga-storklub FC Barcelona, hvor han spillede følgende fem sæsoner. Tiden på Camp Nou blev dog ikke så succesfuld mht. titler, og kun et enkelt spansk mesterskab, i 1999 samt UEFA Super Cuppen i 1998, var resultatet af opholdet.
Efter at have forladt Barcelona i 2003 spillede De Boer i kortere perioder hos Galatasaray i Tyrkiet samt skotske Rangers F.C., inden han afsluttede sin karriere med to sæsoner i Qatars fodboldliga.

## Landshold
De Boer nåede gennem 15 år at spille intet mindre end 112 kampe for Hollands landshold, som han debuterede for i september 1990 i et opgør mod Italien. Han var efterfølgende en del af den hollandske trup til både EM i 1992, VM i 1994, VM i 1998, EM i 2000 samt EM i 2004. Han nåede at score 13 mål for landsholdet.

## Titler
Æresdivisionen
- 1990, 1994, 1995, 1996 og 1998 med Ajax Amsterdam

Hollands pokalturnering
- 1993 og 1998 med Ajax Amsterdam

La Liga
- 1999 med FC Barcelona

UEFA Cup
- 1992 med Ajax Amsterdam

Champions League
- 1995 med Ajax Amsterdam

UEFA Super Cup
- 1995 med Ajax Amsterdam
- 1998 med FC Barcelona

Intercontinental Cup
- 1995 med Ajax Amsterdam